# USS LST-743
O USS LST-743 foi um navio de guerra norte-americano da classe LST que operou durante a Segunda Guerra Mundial.